# Schlank- und Stummelaffen
Die Schlank- und Stummelaffen (Colobinae) bilden eine Unterfamilie der Primatenfamilie der Meerkatzenverwandten (Cercopithecidae). Diese Unterfamilie wird in zwei Triben unterteilt: die Stummelaffen (Colobini) und die Schlankaffen (Presbytini). Insgesamt umfasst die Unterfamilie 10 Gattungen und rund 85 Arten.

## Verbreitung
Die beiden Triben haben getrennte Verbreitungsgebiete. Während die Schlankaffen in Asien (Süd- und Südostasien sowie im südlichen China) leben, umfasst das Verbreitungsgebiet der Stummelaffen den Tropengürtel Afrikas.

## Beschreibung und Lebensweise
Schlank- und Stummelaffen sind mittelgroße Primaten mit langem Schwanz (außer bei der Pageh-Stumpfnase). Ihr Fell kann unterschiedlichst gefärbt sein. Auffällig ist, dass bei fast allen Arten die Jungtiere sich in ihrer Färbung erheblich von den Erwachsenen unterscheiden. Bei den Stummelaffen ist der Daumen zurückgebildet.

## Lebensweise
Es sind zumeist baumbewohnende Tiere, einige Arten finden sich mehr oder weniger häufig auf dem Erdboden. Man findet sie in unterschiedlichen Lebensräumen der verschiedenen Klimazonen (zum Beispiel in tropischen Regenwäldern, Mangrovenwäldern, Gebirgswäldern und Savannen, jedoch nicht in Wüsten und anderen trockenen Gebieten). Sie leben in Gruppen, wobei es verschiedene Gruppenformen geben kann.

## Nahrung
Sie sind fast ausschließlich Pflanzenfresser, die sich vorwiegend von Blättern, Blüten und Früchten ernähren. Insekten und andere Tiere nehmen sie bestenfalls gelegentlich zu sich. Um die Nahrung, insbesondere die schwer verdaulichen Blätter, zu verarbeiten, haben sie einen mehrteiligen, komplexen Magen. Im Gegensatz zu den Backentaschenaffen besitzen sie jedoch keine Backentaschen.

## Fortpflanzung
Nach durchschnittlich sechs- bis siebenmonatiger Tragzeit bringt das Weibchen meist ein einzelnes Jungtier zur Welt. Dieses wird mit rund einem Jahr entwöhnt und ist mit 3 bis 6 Jahren geschlechtsreif. Ihre Lebenserwartung beträgt rund 20 Jahre.

## Bedrohung
Die Vernichtung ihres Lebensraumes durch Umwandlung in Acker- und Weideland stellt die Hauptbedrohung der Schlank- und Stummelaffen dar. Etliche Arten haben darüber hinaus ein sehr kleines Verbreitungsgebiet, so dass ein Gutteil der Schlank- und Stummelaffen auf der roten Liste aufscheint. Von den rund 35 Arten gelten 14 als bedroht und 2 als stark bedroht und zu einigen Arten fehlen die Daten.

## Systematik

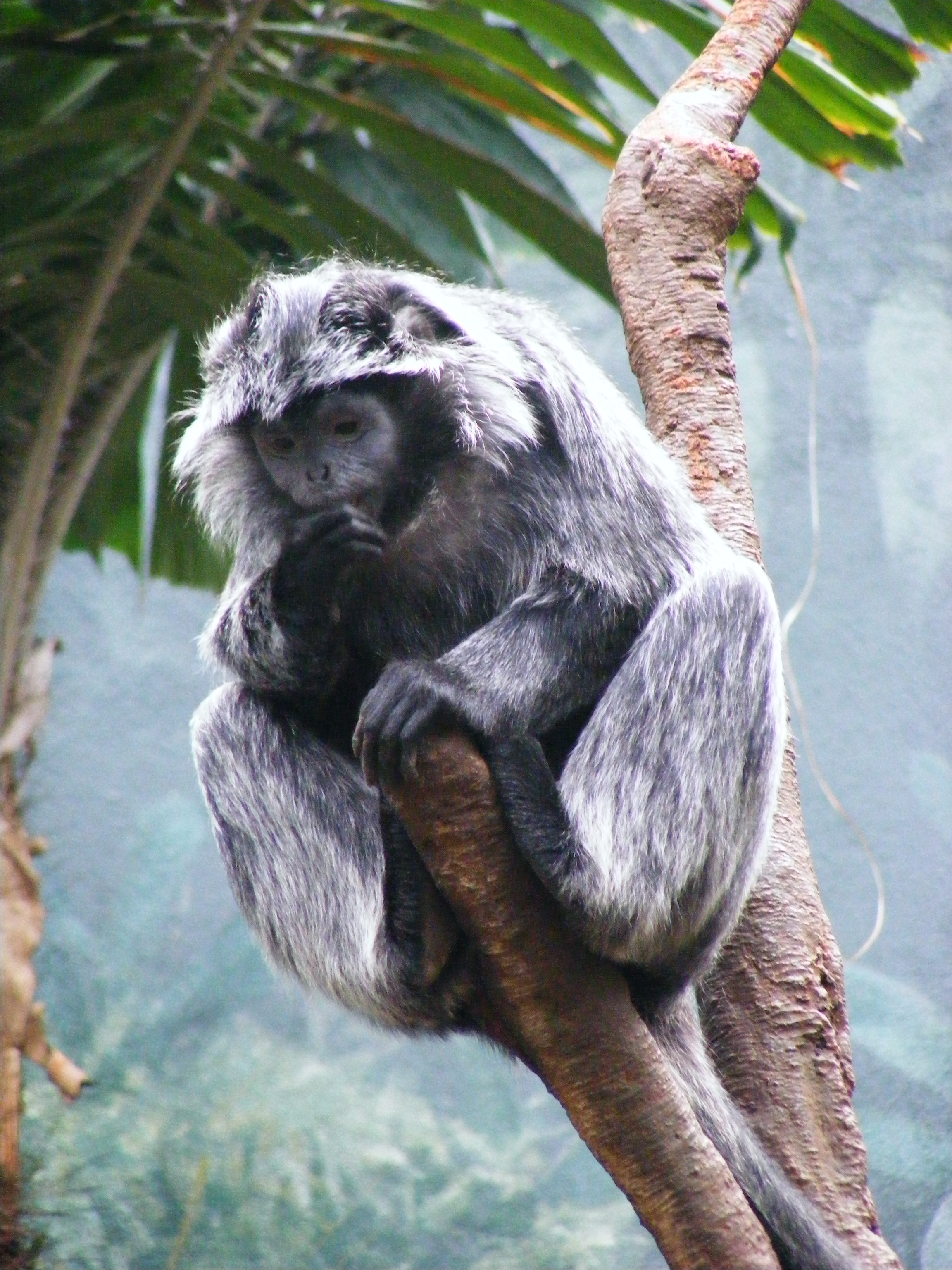
Schwarzer Haubenlangur

Die Schlank- und Stummelaffen werden in zwei Triben mit derzeit insgesamt 10 Gattungen eingeteilt. Diese Klassifikation ist allerdings nicht unumstritten:
- Die Stummelaffen (Colobini) leben in Afrika und umfassen momentan drei Gattungen:
  - Schwarz-weiße Stummelaffen (Colobus)
  - Rote Stummelaffen (Piliocolobus)
  - Grüner Stummelaffe (Procolobus)
- Die Schlankaffen (Presbytini) sind in Asien beheimatet und umfassen sieben Gattungen, von denen die ersten drei in der Languren-Gruppe und die restlichen in der „Odd-nosed monkeys“-Gruppe zusammengefasst werden.
  - Mützenlanguren (Presbytis)
  - Haubenlanguren (Trachypithecus)
  - Indische Languren (Semnopithecus)
  - Kleideraffen (Pygathrix)
  - Stumpfnasenaffen (Rhinopithecus)
  - Pageh-Stumpfnase (Simias)
  - Nasenaffe (Nasalis).

Einige Autoren meinen, dass die Unterschiede zur zweiten Unterfamilie der Meerkatzenverwandten, den Backentaschenaffen (Cercopithecinae) in Anatomie, Verhalten und Ökologie so groß seien, dass sowohl die Schlank- und Stummelaffen als auch die Backentaschenaffen den Rang eigenständiger Familien bekommen sollten. Beide Gruppen haben sich genetischen Daten zufolge vor 18 bis 16 Millionen Jahren voneinander getrennt, so dass dies auch aus diesem Grund gerechtfertigt wäre.
Fossil überliefert sind u. a. Cercopithecoides kimeui, Rhinocolobus turkanensis und Paracolobus, die vor rund zwei Millionen Jahren in Ostafrika vorkamen. Sawecolobus wiederum trat bereits im Oberen Miozän in der gleichen Region auf.